# Hakan Balta
Hakan Balta (Berlijn, 23 maart 1983) is een Turks oud-voetballer en trainer.

## Clubcarrière
Balta begon te spelen bij de jeugd van Hertha BSC. Op 20-jarige leeftijd besloot hij om naar Turkije te verhuizen, waar hij een contract tekende bij Manisaspor. In vier seizoenen speelde Balta 128 wedstrijden, waarin hij 22 doelpunten maakte. Hij werd opgeroepen door Fatih Terim voor het Turks voetbalelftal.
Hij tekende in het seizoen 2007/08 een contract bij Galatasaray. Voor deze transfer maakte de club 750.000 euro over en verhuurde het daarbij ook de spelers Ferhat Öztorun, Aydin Yilmaz en Anil Karaer aan Manisaspor. Balta maakte bij Galatasaray zijn eerste doelpunt tegen Beşiktaş en werd Turks kampioen in zijn eerste seizoen in 2007/08. In zijn eerste acht seizoenen werd Balta achtmaal landskampioen met Galatasaray; in zijn eerste jaren als vaste waarde in het basiselftal, maar tussen 2012 en 2015 kwam hij minder aan spelen toe. Op 19 april 2014 stuurde scheidsrechter Cüneyt Çakır hem met een rode kaart van het veld toen hij tegen Kasımpaşa SK (0–4 nederlaag) een overtreding beging. Op 26 april 2015 was hij voor het eerst match winner voor Galatasaray toen hij het enige doelpunt maakte in de thuiswedstrijd tegen Gaziantepspor.
Aan het begin van het seizoen 2018-2019 werd zijn contract bij Galatasaray opgezegd. Balta stopte hierop zijn voetbalcarrière.

## Trainerscarrière
In 2020 werd bekendgemaakt dat Balta aan de slag zou gaan bij Galatasaray als assistent-trainer van Fatih Terim. Van 2022 tot de zomer van 2025 was hij coach van het onder 19 team van Galatasaray. In 2025 werd hij de assistent van bondscoach Vincenzo Montella bij Turkije.

## Interlandcarrière
Balta maakte zijn debuut in het Turks voetbalelftal op 6 februari 2008 in een oefeninterland tegen Zweden (0–0). In de kwalificatietoernooien voor het WK 2010 en EK 2012 was hij een basisspeler; op het Europees kampioenschap voetbal 2008 was Balta de enige speler van Turkije die elke wedstrijd volledig speelde, gevolgd door Hamit Altıntop, die vijftien minuten miste. Op 7 oktober 2011 maakte hij zijn eerste interlanddoelpunt in de EK-kwalificatiewedstrijd tegen Duitsland (1–3 verlies). Met Turkije nam Balta in juni 2016 deel aan het Europees kampioenschap voetbal 2016 in Frankrijk. Na nederlagen tegen Spanje (0–3) en Kroatië (0–1) en een overwinning op Tsjechië (2–0) was Turkije uitgeschakeld in de groepsfase.

## Spelersstatistieken

### Overzicht als clubspeler
| Seizoen | Club        | Competitie | Wed. | Goals |
| ------- | ----------- | ---------- | ---- | ----- |
| 2003/04 | Manisaspor  | Süper Lig  | 27   | 5     |
| 2004/05 | Manisaspor  | Süper Lig  | 26   | 5     |
| 2005/06 | Manisaspor  | Süper Lig  | 31   | 3     |
| 2006/07 | Manisaspor  | Süper Lig  | 28   | 4     |
| 2007/08 | Manisaspor  | Süper Lig  | 4    | 2     |
| 2007/08 | Galatasaray | Süper Lig  | 27   | 3     |
| 2008/09 | Galatasaray | Süper Lig  | 28   | 1     |
| 2009/10 | Galatasaray | Süper Lig  | 25   | 1     |
| 2010/11 | Galatasaray | Süper Lig  | 20   | 1     |
| 2011/12 | Galatasaray | Süper Lig  | 37   | 1     |
| 2012/13 | Galatasaray | Süper Lig  | 14   | 1     |
| 2013/14 | Galatasaray | Süper Lig  | 24   | 0     |
| 2014/15 | Galatasaray | Süper Lig  | 21   | 1     |
| 2015/16 | Galatasaray | Süper Lig  | 21   | 1     |
| Totaal  | Totaal      |            | 280  | 20    |

### Overzicht als interlandspeler
| Interlands van Hakan Balta voor Turkije | Interlands van Hakan Balta voor Turkije | Interlands van Hakan Balta voor Turkije | Interlands van Hakan Balta voor Turkije | Interlands van Hakan Balta voor Turkije | Interlands van Hakan Balta voor Turkije | Interlands van Hakan Balta voor Turkije |
| №                                       | Datum                                   | Wedstrijd                               | Uitslag                                 | Soort wedstrijd                         | Doelpunten                              |                                         |
| Als speler bij Manisaspor               | Als speler bij Manisaspor               | Als speler bij Manisaspor               | Als speler bij Manisaspor               | Als speler bij Manisaspor               | Als speler bij Manisaspor               | Als speler bij Manisaspor               |
| --------------------------------------- | --------------------------------------- | --------------------------------------- | --------------------------------------- | --------------------------------------- | --------------------------------------- | --------------------------------------- |
| 1.                                      | 12 april 2006                           | Azerbeidzjan – Turkije                  | 1 – 1                                   | Vriendschappelijk                       |                                         |                                         |
| Als speler bij Galatasaray              |                                         |                                         |                                         |                                         |                                         |                                         |
| 2.                                      | 17 november 2007                        | Noorwegen – Turkije                     | 1 – 2                                   | Kwalificatie EK 2008                    |                                         |                                         |
| 3.                                      | 21 november 2007                        | Turkije – Bosnië en Herzegovina         | 1 – 0                                   | Kwalificatie EK 2008                    |                                         |                                         |
| 4.                                      | 6 februari 2008                         | Turkije – Zweden                        | 0 – 0                                   | Vriendschappelijk                       |                                         |                                         |
| 5.                                      | 26 maart 2008                           | Wit-Rusland – Turkije                   | 2 – 2                                   | Vriendschappelijk                       |                                         |                                         |
| 6.                                      | 20 mei 2008                             | Slowakije – Turkije                     | 0 – 1                                   | Vriendschappelijk                       | 63'                                     |                                         |
| 7.                                      | 25 mei 2008                             | Uruguay – Uruguay                       | 3 – 2                                   | Vriendschappelijk                       |                                         |                                         |
| 8.                                      | 29 mei 2008                             | Finland – Turkije                       | 0 – 2                                   | Vriendschappelijk                       |                                         |                                         |
| 9.                                      | 7 juni 2008                             | Portugal – Turkije                      | 2 – 0                                   | EK 2008                                 |                                         |                                         |
| 10.                                     | 11 juni 2008                            | Zwitserland – Turkije                   | 1 – 2                                   | EK 2008                                 |                                         |                                         |
| 11.                                     | 15 juni 2008                            | Tsjechië – Turkije                      | 2 – 3                                   | EK 2008                                 |                                         |                                         |
| 12.                                     | 20 juni 2008                            | Kroatië – Turkije                       | 1 – 1                                   | EK 2008                                 |                                         |                                         |
| 13.                                     | 25 juni 2008                            | Duitsland – Turkije                     | 3 – 2                                   | EK 2008                                 |                                         |                                         |
| 14.                                     | 6 september 2008                        | Armenië – Turkije                       | 0 – 2                                   | Kwalificatie WK 2010                    |                                         |                                         |
| 15.                                     | 11 oktober 2008                         | Turkije – Bosnië en Herzegovina         | 2 – 1                                   | Kwalificatie WK 2010                    |                                         |                                         |
| 16.                                     | 15 oktober 2008                         | Estland – Turkije                       | 0 – 0                                   | Kwalificatie WK 2010                    |                                         |                                         |
| 17.                                     | 19 november 2008                        | Oostenrijk – Turkije                    | 2 – 4                                   | Vriendschappelijk                       |                                         |                                         |
| 18.                                     | 28 maart 2009                           | Spanje – Turkije                        | 1 – 0                                   | Kwalificatie WK 2010                    |                                         |                                         |
| 19.                                     | 1 april 2009                            | Turkije – Spanje                        | 1 – 2                                   | Kwalificatie WK 2010                    |                                         |                                         |
| 20.                                     | 5 juni 2009                             | Frankrijk – Turkije                     | 1 – 0                                   | Vriendschappelijk                       |                                         |                                         |
| 21.                                     | 12 augustus 2009                        | Oekraïne – Turkije                      | 0 – 3                                   | Vriendschappelijk                       |                                         |                                         |
| 22.                                     | 5 september 2009                        | Turkije – Estland                       | 4 – 2                                   | Kwalificatie WK 2010                    |                                         |                                         |
| 23.                                     | 9 september 2009                        | Bosnië en Herzegovina – Turkije         | 1 – 1                                   | Kwalificatie WK 2010                    |                                         |                                         |
| 24.                                     | 10 oktober 2009                         | België – Turkije                        | 2 – 0                                   | Kwalificatie WK 2010                    |                                         |                                         |
| 25.                                     | 11 augustus 2010                        | Turkije – Roemenië                      | 2 – 0                                   | Vriendschappelijk                       |                                         |                                         |
| 26.                                     | 3 september 2010                        | Kazachstan – Turkije                    | 0 – 3                                   | Kwalificatie EK 2012                    |                                         |                                         |
| 27.                                     | 12 oktober 2010                         | Azerbeidzjan – Turkije                  | 1 – 0                                   | Kwalificatie EK 2012                    |                                         |                                         |
| 28.                                     | 29 maart 2011                           | Turkije – Oostenrijk                    | 2 – 0                                   | Kwalificatie EK 2012                    |                                         |                                         |
| 29.                                     | 10 augustus 2011                        | Turkije – Estland                       | 3 – 0                                   | Vriendschappelijk                       |                                         |                                         |
| 30.                                     | 2 september 2011                        | Turkije – Kazachstan                    | 2 – 1                                   | Kwalificatie EK 2012                    |                                         |                                         |
| 31.                                     | 6 september 2011                        | Oostenrijk – Turkije                    | 0 – 0                                   | Kwalificatie EK 2012                    |                                         |                                         |
| 32.                                     | 7 oktober 2011                          | Turkije – Duitsland                     | 1 – 3                                   | Kwalificatie EK 2012                    | 79'                                     |                                         |
| 33.                                     | 11 oktober 2011                         | Turkije – Azerbeidzjan                  | 1 – 0                                   | Kwalificatie EK 2012                    |                                         |                                         |
| 34.                                     | 11 november 2011                        | Turkije – Kroatië                       | 0 – 3                                   | Kwalificatie EK 2012                    |                                         |                                         |
| 35.                                     | 25 mei 2014                             | Ierland – Turkije                       | 1 – 2                                   | Vriendschappelijk                       |                                         |                                         |
| 36.                                     | 29 mei 2014                             | Honduras – Turkije                      | 0 – 2                                   | Vriendschappelijk                       |                                         |                                         |
| 37.                                     | 1 juni 2014                             | Verenigde Staten – Turkije              | 2 – 1                                   | Vriendschappelijk                       |                                         |                                         |
| 38.                                     | 28 maart 2015                           | Nederland – Turkije                     | 1 – 1                                   | Kwalificatie EK 2016                    |                                         |                                         |
| 39.                                     | 12 juni 2015                            | Kazachstan – Turkije                    | 0 – 1                                   | Kwalificatie EK 2016                    |                                         |                                         |
| 40.                                     | 3 september 2015                        | Turkije – Letland                       | 1 – 1                                   | Kwalificatie EK 2016                    |                                         |                                         |
| 41.                                     | 6 september 2015                        | Turkije – Nederland                     | 3 – 0                                   | Kwalificatie EK 2016                    |                                         |                                         |
| 42.                                     | 10 oktober 2015                         | Tsjechië – Turkije                      | 0 – 2                                   | Kwalificatie EK 2016                    |                                         |                                         |
| 43.                                     | 13 oktober 2015                         | Turkije – IJsland                       | 1 – 0                                   | Kwalificatie EK 2016                    |                                         |                                         |
| 44.                                     | 24 maart 2016                           | Turkije – Zweden                        | 2 – 1                                   | Vriendschappelijk                       |                                         |                                         |
| 45.                                     | 22 mei 2016                             | Engeland – Turkije                      | 2 – 1                                   | Vriendschappelijk                       |                                         |                                         |
| 46.                                     | 5 juni 2016                             | Slovenië – Turkije                      | 0 – 1                                   | Vriendschappelijk                       |                                         |                                         |
| 47.                                     | 12 juni 2016                            | Turkije – Kroatië                       | 0 – 1                                   | EK 2016                                 |                                         |                                         |
| 48.                                     | 17 juni 2016                            | Spanje – Turkije                        | 3 – 0                                   | EK 2016                                 |                                         |                                         |
| 49.                                     | 21 juni 2016                            | Tsjechië – Turkije                      | 0 – 2                                   | EK 2016                                 |                                         |                                         |

1 Reçber ·
2 Servet ·
3 Balta ·
4 Zan ·
5 Emre Belözoğlu  ·
6 Mehmet Topal ·
7 Mehmet Aurélio ·
8 Nihat ·
9 Şentürk ·
10 Karadeniz ·
11 Metin ·
12 Zengin ·
13 Emre Güngör ·
14 Turan ·
15 Emre Aşık ·
16 Boral ·
17 Tuncay Şanlı ·
18 Kâzım-Richards ·
19 Akman ·
20 Sarıoğlu ·
21 Erdinç ·
22 Altıntop ·
23 Demirel ·
Coach: Terim
1 Babacan ·
2 Kaya ·
3 Balta ·
4 Çalık ·
5 Şahin ·
6 Çalhanoğlu ·
7 Gönül ·
8 İnan ·
9 Tosun ·
10 Turan ·
11 Şahan ·
12 Kıvrak ·
13 Köybaşı ·
14 Özyakup ·
15 Topal ·
16 Tufan ·
17 Yılmaz ·
18 Erkin ·
19 Mallı ·
20 Şen ·
21 Mor ·
22 Özbayraklı ·
23 Tekin ·
Coach: Terim